# 折笠豊和
折笠 豊和（おりかさ とよかず、1977年3月3日 - ）は、地方競馬の浦和競馬場冨田敏男厩舎に所属していた元騎手である。

## 人物・来歴
浦和競馬場へ厩務員として入り、2001年6月1日付けで地方競馬騎手免許を取得、内田友一厩舎からデビューした。同年6月11日、浦和競馬第5競走（C2二組条件戦）でレース初騎乗（騎乗馬はネーハイワールド、10頭立て10番人気10着）。その後、冨田藤男厩舎に所属変更。
勝ち星・騎乗馬ともに恵まれなかったが、2005年10月21日、浦和競馬第6競走（C2七組条件戦）にてリトルクラウド（8頭立て3番人気）に騎乗し、311戦目・デビュー4年4か月目にして待望の初勝利を手にした。しかし、それ以後ふたたび勝ち星から遠ざかり、2勝目を挙げたのは2013年5月20日のことであった。初勝利から2勝目までの間の810連敗は騎手としての最長連敗記録であるとも言われる。
2011年6月3日付けで冨田藤男調教師が引退したため、6月4日付けで吉田正美厩舎へと所属が変更されたが、冨田藤男師の息子である敏男師の開業に伴い、同年7月21日付けで冨田敏男厩舎所属となっている。
所属していた冨田藤男厩舎が浦和以外の他場への遠征にも積極的であったことから、大井競馬場・川崎競馬場・船橋競馬場での騎乗機会も多かった。しかし他場開催でも騎乗を任されるのは勝算の薄い馬がほとんどで、他場での成績も芳しくなかった。
浦和競馬開催時には、粗品配布などのファンサービスや募金活動に積極的に参加しており、公式サイトにその様子がしばしば掲載されていた。
2017年1月31日付けで騎手を引退した。